# Michael Jurack
Michael Jurack (né le 14 février 1979) est un judoka allemand. Il participe aux Jeux olympiques d'été de 2004 dans la catégorie de poids des mi-lourds et remporte la médaille de bronze.

## Palmarès

### Jeux olympiques
- Jeux olympiques de 2004 à Athènes,  Grèce
  -  Médaille de bronze